# U-Bahn Kōbe

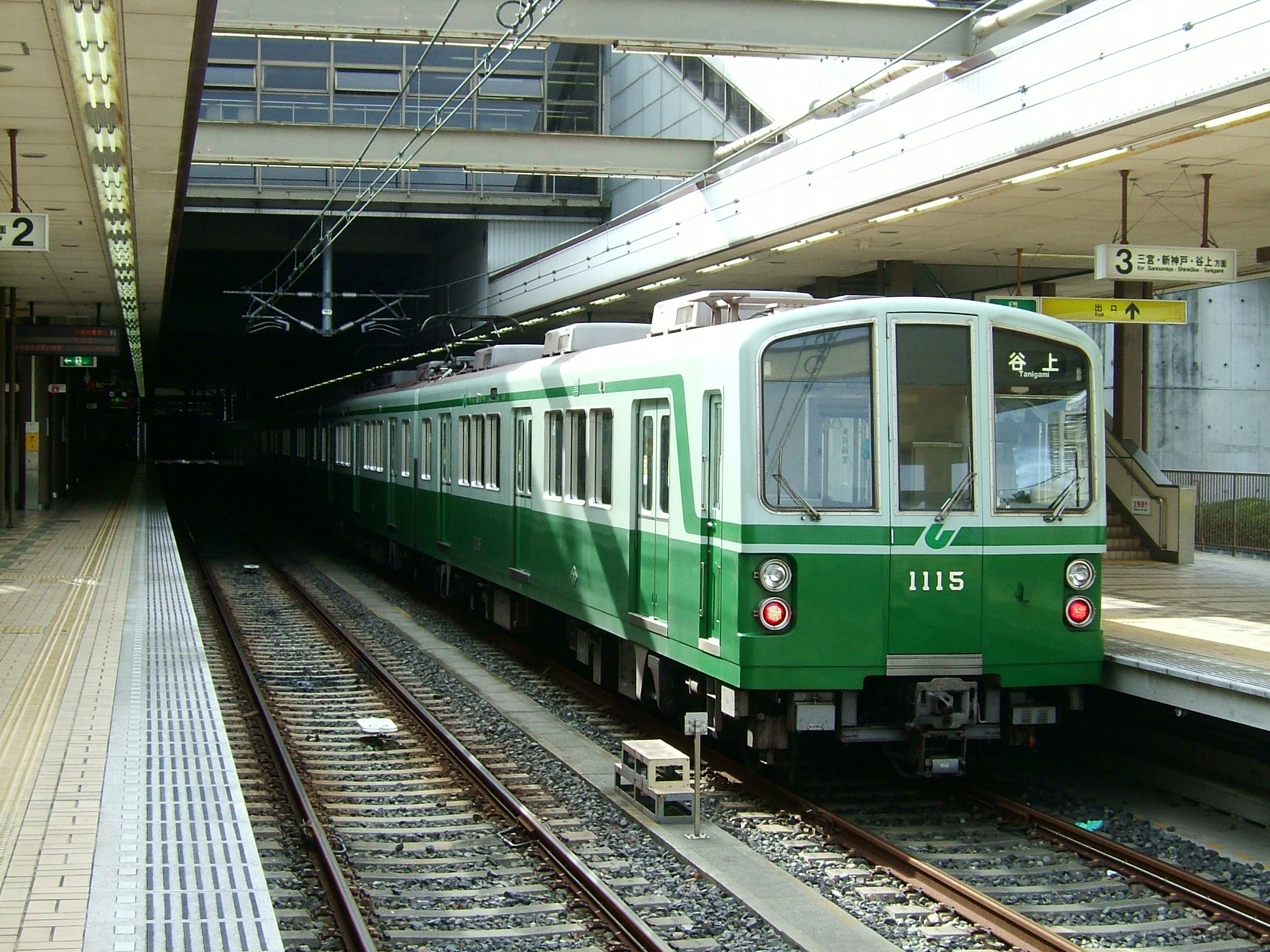
Zug der Baureihe 1000 der Seishin-Yamate-Linie

Die U-Bahn von Kōbe (jap. 神戸市営地下鉄, Kōbe-shiei chikatetsu, dt. Städtische U-Bahn Kōbe) ist das Metronetz der japanischen Stadt Kōbe. Die Betriebszeiten sind von 5:30 Uhr bis Mitternacht, die Taktrate beträgt, je nach Fahrgastaufkommen, bei der Seishin-Yamate-Linie zwischen 3 und 7½ Minuten und bei der Kaigan-Linie zwischen 6 und 10 Minuten. Es besteht aus zwei Linien, die Seishin-Yamate-Linie und die Kaigan-Linie.

## Seishin-Yamate-Linie (西神山手線,Seishin-Yamate-sen)

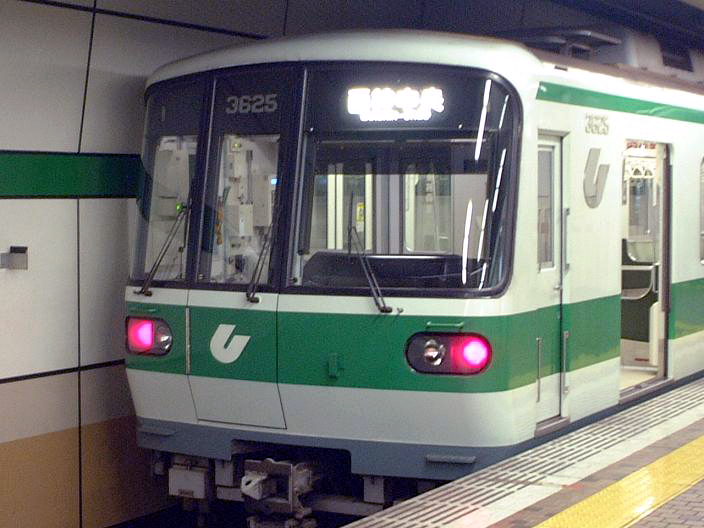
Zug der Baureihe 3000 auf der Seishin-Yamate-Linie

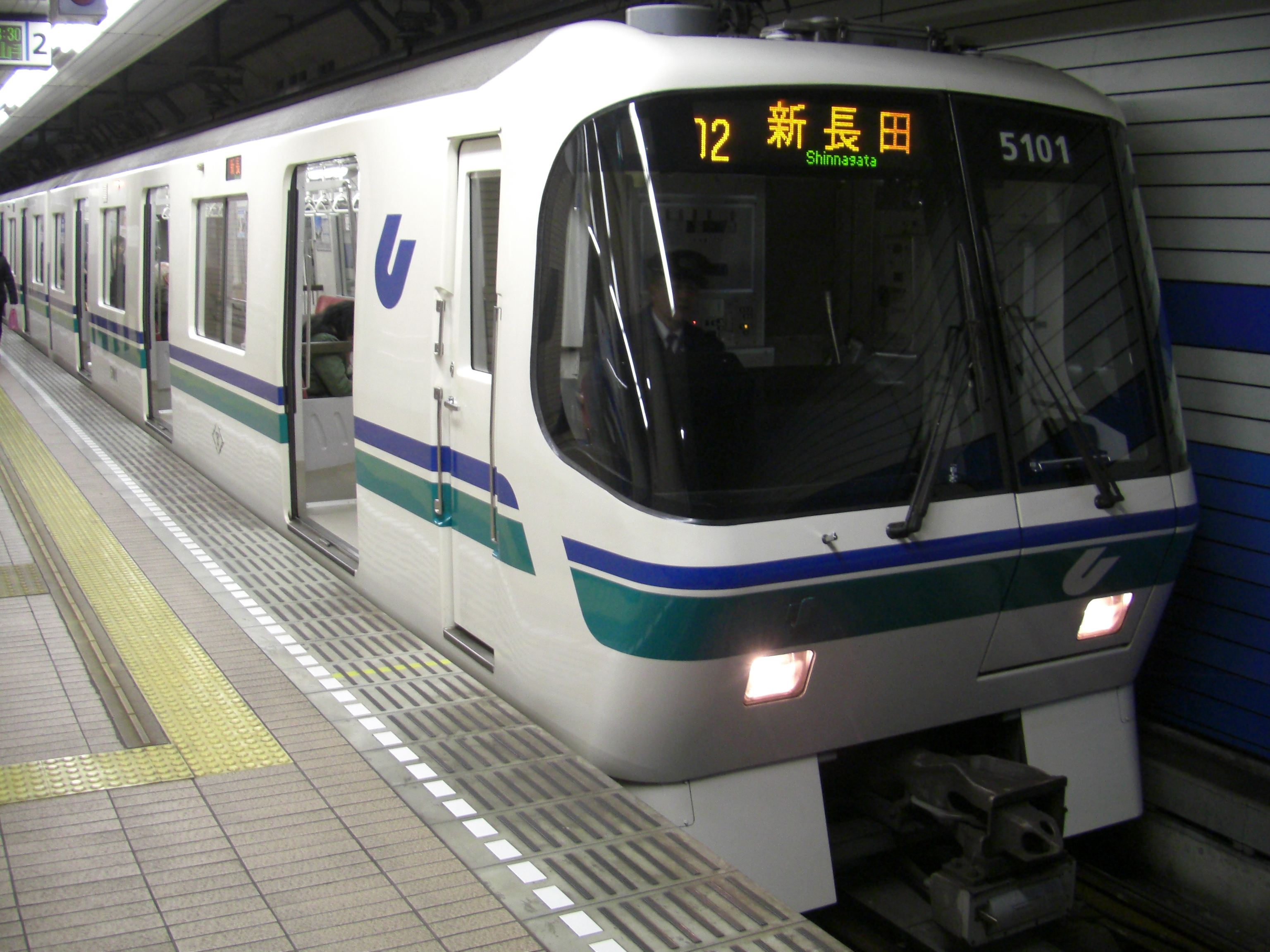
Zug der Baureihe 5000 auf der Kaigan-Linie

Übersichtsplan der U-Bahn Kōbe

Der erste, 5,8 km lange Abschnitt wurde im März 1977 in Betrieb genommen, bis 1987 wurde die Strecke verlängert. Aktuell hat sie eine Gesamtlänge von 22,7 km und 16 Haltestellen. Sie hat die Spurweite von 1.435 mm (Normalspur) und wird mit 1.500 V Gleichspannung betrieben, den Strom beziehen die Triebwagen aus einer Oberleitung. Aufgrund ihrer Streckenführung wird sie gelegentlich U-Linie genannt. Sie verläuft zwischen Seishin-Chuo und Shin-Kobe, darüber hinaus gemeinsam mit der Hokushin-Linie von Shin-Kobe nach Tanigami. Zwischen der Endhaltestelle Seishin-Chūō und dem Halt Myohoji verläuft sie oberirdisch. Täglich werden im Durchschnitt 260.000 Fahrgäste befördert.
Die Züge der ersten Generation (Serie 1000) bestehen aus vier (ggf. acht) Wagen, die jeweils 19 m lang, 2,79 m breit und 4,09 m hoch sind. Sie sind mit Längsbänken und einer Klimaanlage  ausgestattet. Eine nicht unbedeutende Stromrückgewinnung wird auf einer 2700 m langen Rampe mit einer Neigung von 29 ‰ erzielt.

## Kaigan-Linie (海岸線,Kaigan-sen)
Die Kaigan-Linie (dt. Küstenstrecke) wurde am 7. Juli 2001 eröffnet und hat eine Gesamtlänge von 7,9 Kilometer. Im Gegensatz zur Seishin-Yamate-Linie ist sie eine Kleinprofil-Linie, d. h. die Tunneldurchmesser sind sehr gering, was die Baukosten reduziert hat. Sie fährt jedoch ebenfalls auf 1.435 mm mit 1.500 V Gleichstrom. Ihre Endhaltestellen Shin-Nagata und Sannomiya-Hanadokei-mae sind auch gleichzeitig die einzigen Umsteigemöglichkeiten zur Seishin-Yamate Linie und der Bahngesellschaft JR. Sannimomiya-Hanadokei-mae ist etwa 7 min Fußweg vom Bahnhof Sannomiya der Seishin-Yamate-Linie und der JR Kōbe-Linie, Hanshin Hauptlinie und Hankyū Kōbe-Linie entfernt.

## Peoplemover in die Hafengebiete
Es existieren noch zwei automatisierte Bahnen, die auf Viadukten geführt sind und das Festland mit zwei künstlichen Inseln verbinden.
- Der Portliner ab Sannomiya wurde im Februar 1981 eröffnet und hat seit der Erweiterung 2006 bis zum neuen Flughafen eine Länge von insgesamt 10,8 km und 12 Haltestellen.
- Der Rokko-Liner ab dem JR-Bahnhof Sumiyoshi wurde im Februar 1990 mit einer Länge von 4,5 km und 6 Bahnhöfen eröffnet.